# Битва при Галліполі (1416)
Битва при Галліполі — морська битва між флотами Венеційської республіки та Османського султанату, що відбулась 29 травня 1416 р. біля османської морської бази в Галліполі в проливі Дарданелли. Битва стала головним епізодом недовгого конфлікту між двома державами, що виник в результаті османського нападу на венеційське судноплавство і пограбування венеційської колонії Негропонте в Егейському морі наприкінці 1415 року. Під час битви при Галіполі венеційці завдали османському флоту нищівної поразки, в якій загинув османський адмірал, а значна частина османського флоту була захоплената венеційцями. Разом з османськими кораблями венеційці захопили також велику кількість полонених, багато з яких, зокрема християни, що добровільно служили в османському флоті, було страчено. Незважаючи на нищівну перемогу Венеції, яка забезпечила свою морську перевагу в Егейському морі на наступні кілька десятиліть, врегулювання конфлікту було відкладено до підписання мирного договору в 1419 році.

## Передумови
У 1413 році османський принц Мехмед I завершив громадянську війну, що тривала протягом османського міжправління і став султаном і єдиним володарем Османської держави. Венеційська республіка, як головна морська і торгова держава в цьому регіоні, намагалася відновити договори, які вона уклала з попередниками Мехмеда під час громадянської війни, і в травні 1414 року Франческо Фоскаріні, венеційському байло у столиці Візантії, Константинополі, було доручено звернутися з цією метою до султанського двору. Однак Фоскаріні не зміг виконати доручення, оскільки Мехмед проводив кампанію в Анатолії, а венеційським послам традиційно наказували не віддалятись занадто далеко від берега і від контрольованих республікою територій. До липня 1415 року Фоскаріні все ще не зустрівся з султаном і невдоволення Мехмеда через цю затримку було передано венеційській владі. Тим часом напруженість між двома державами наростала, оскільки османи намагалися збудувати потужний флот і здійснили кілька рейдів, які кинули виклик гегемонії венеційського флоту в Егейському морі.
Під час свого походу в Анатолію 1414 року Мехмед зупинився у Смірні, куди прибули вклонитись кілька найважливіших латинських правителів Егейського моря — генуезькі володарі Хіосу, Фокеї та Лесбосу і навіть Великий магістр лицарів госпітальєрів. За словами сучасного візантійського історика Дуки (прибл. 1400 – після 1462 рок), відсутність герцога Наксосського на цьому зібранні викликала гнів султана, який у відповідь спорядив флот із 30 суден під командуванням Чалі-бея і наприкінці 1415 року відправив його здійснити набіг на володіння герцога на Кікладському архіпелазі. Османський флот спустошив острови і вигнав значну частину жителів Андроса, Пароса і Мілоса. З іншого боку, венеційський історик Марино Сануто Молодший (1466—1536) вказує, що напад Османів був помстою за набіги на османське судноплавство, здійснені П'єтро Дзено, володарем Андроса. Як і герцог Наксосський, Дзено був венеційським громадянином і васалом Венеційської Республіки, але він не був включений до попередніх договорів між Республікою та Османами, і продовжував набіги на османське судноплавство на власний ризик.

У червні 1414 року османські кораблі здійснили набіг на венеційську колонію Евбею і пограбували її столицю Негропонте, захопивши майже всіх її жителів у полон. З приблизно 2000 полонених, через декілька років Венеції вдалося домогтися звільнення 200 осіб, переважно старих, жінок і дітей, решта були проданіяк раби. Крім того, восени 1415 року, нібито у відповідь на атаки Дзено, османський флот із 42 кораблів — 6 галер, 26 галеот та інших менших бригантин — намагався перехопити венеційський торговий конвой, що йшов з Чорного моря на острів Тенедос, біля південного входу в затоку Дарданелли. Венеційські судна затрималися в візантійському Константинополі через погану погоду, але їм вдалося прорватись крізь османський флот і втікти від переслідування під захист Негропонте. У відповідь Османська флот напав на Евбею, зокрема здійснив напад на фортецю Oreos (Loreo) в північній частині Евбеї, але його захисники на чолі з каштеляном Таддео Зане успішно відбили цей напад. Тим не менш, османам вдалося спустошити решту острова, захопивши 1500 полонених, так що місцеві жителі навіть звернулися до Синьорії (уряду) Венеції з проханням про дозвіл стати османськими даниками, щоб гарантувати їхню майбутню безпеку. Цю вимогу Синьорія категорично відхилила 4 лютого 1416 р.. Набіги породили значну паніку серед венеційців: Лепанто залишився безлюдним, а у Венеції не знайшлося нікого, хто хотів би отримати, навіть за невелику суму, право споряджати торгові галери до Тани, Константинополя або Трапезунда, які зазвичай коштували до 2000 дукатів. Це змушувало венеційський уряд забезпечувати збройний конвой за власний кошт. Тим не менш, ті самі листи до Венеції також підкреслювали поганий стан османського флоту, особливо його екіпажів; і висловлювали упевненість, що у випадку присутності військового венеційського флоту для протистояння османській загрозі, він був би переможним.

Південні Балкани і західна Анатолія 1410 року, під час пізньої фази Османського міжправління

У відповідь на набіги Османів, Велика Рада Венеції розпочала гарячку військову підготовку. Було введено додатковий піввідсотковий збір на товари, набирали солдатів і арбалетників, а досвідченого П'єтро Лоредана призначили капітаном Затоки на чолі флоту з п'ятнадцяти галер; п'ять мали бути оснащені у Венеції, чотири в Кандії та по одному в Негропонте, Наполі-ді-Романья (Науплія), Андросі та Корфу. Брат Лоредана Джорджіо, Якопо Барбаріго, Крістофоро Дандоло та П'єтро Контаріні були призначені капітанами галер (sopracomiti), тоді як Андреа Фосколо та Дельфіно Веньє були призначені провведіторами (наглядачами) флоту та посланцями до султана. У той час як Фосколо було доручено виконувати місію в Ахейському князівстві, Веньєру було доручено досягти нової угоди з султаном на основі договору, укладеного між Мусою Челебі та венеційським посланником Джакомо Тревізаном у 1411 році, яка б гарантувала звільнення венеційських полонених, узятих у 1414 році. У разі невдачі переговорів, він мав повноваження намагатися створити антиосманську лігу з беєм Карамана, принцом Валахії та повсталим османським принцом Мустафою Челебі. Призначення Лоредана було незвичайним, оскільки він нещодавно служив Капітаном Затоки (Адріатичного моря), і закон забороняв будь-кому, хто займав цю посаду, обіймати таку ж посаду протягом трьох років після цього; однак Велика Рада скасувала це правило через фактичний стан війни з османами. Наступним кроком, розрахованим на посилення авторитету Лоредана (і задоволення його марнославства), було відновлено старе правило, яке вийшло з ужитку, згідно з яким лише генерал-капітан мав право носити Прапор Святого Марка на своєму флагманському кораблі, а не кожен сопракоміто. З «рідкісною одностайністю»  Велика Рада проголосувала за дозвіл Лоредану атакувати османські володіння, якщо османи продовживатимуть свої набіги. Якщо вони не бажали вести переговори про припинення військових дій, він повинен був захистити венеціанські судна і атакувати османів, не піддаючи при цьому свої кораблі надмірній небезпеці. Тим не менш, наголос в інструкціях Ради полягав у забезпеченні миру, а ескадра Лоредана була призначена як форма військового тиску для прискорення переговорів. оскільки жодних новин про напади Османів не надходило до відпливу Лоредана в квітні, венеційський уряд очікував, що питання, ймовірно, буде вирішено мирним шляхом.
Головною метою флоту Лоредана мав бути Галліполі. Місто було «ключем від Дарданелл» і однією з найважливіших стратегічних позицій у Східному Середземномор'ї. У той час це також була головна османська військово-морська база і надійний притулок для їхніх корсарів, які здійснювали набіги на венеційські території в Егейському морі. Оскільки Константинополь все ще був у християнських руках, Галіполі протягом десятиліть був головним пунктом перетину османських армій з Анатолії в Європу. Через стратегічну важливість Галліполі, султан Баязид I подбав про покращення укріплень міста, відбудову цитаделі та зміцнення оборони гавані. Гавань мала стіну з боку моря та вузький вхід, що вів до зовнішнішнбої гавані, відділеної від внутрішньої мостом, де Баязид звелів спорудити триповерхову вежу («Біргоз-і Геліболу», від грецького слова «вежа»). Коли Руй Гонсалес де Клавіхо відвідав місто в 1403 році, він повідомив, що бачив його цитадель, повну військ, великий арсенал і 40 кораблів у гавані.
Баязид мав на меті використовувати свої військові кораблі в Галліполі для контролю і оподаткування судноплавства через Дарданелли, що призвело його до прямого конфлікту з венеційськими інтересами в цьому регіоні. Хоча османський флот ще не був настільки сильним, щоб протистояти венеційцям, він змусив останніх забезпечити збройний супровід їхніх торгових конвоїв, що проходили через Дарданелли. Забезпечення права безперешкодного проходу через Дарданелли було головним питанням у дипломатичних відносинах Венеції з Османами — республіка забезпечила це в договорі 1411 року з Мусою Челебі, але нездатність поновити цю угоду в 1414 році знову призвела до того, що Галіполі, за словами османіста Галіля Іналджика, стало «головним об'єктом суперечки у венеційсько-османських відносинах», а активні дії османського флоту, що базувався в Галліполі в 1415 році ще більше підкреслила її важливість.

## Бій

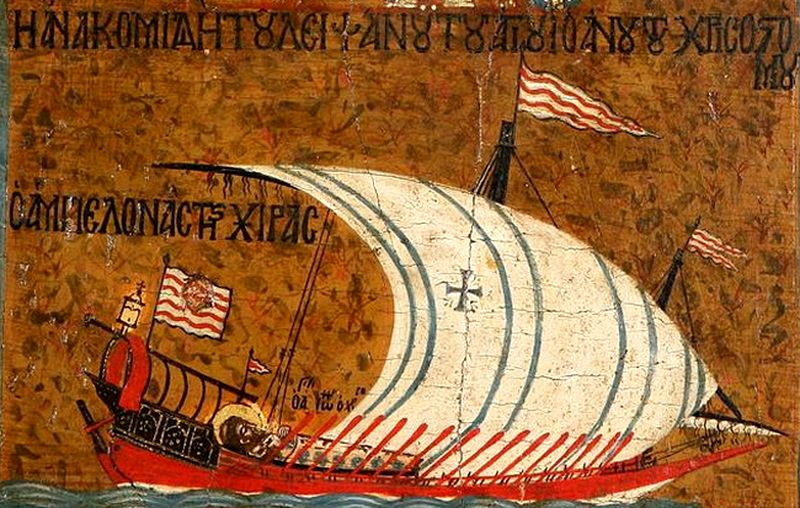
Зображення галери XIV століття з ікони, яка зараз знаходиться у Візантійському і християнському музеї в Афінах

Події до та під час битви детально описані в листі, надісланому Лореданом Синьорії 2 червня 1416 року, яке було включено венеційським істориком XVI століття Марином Санудо в його посмертно опубліковану «Історію дожів Венеції», хоча і з деякими значними упущеннями, які заповнені Кодексом Морозині Антоніо Морозині, який копіює лист практично дослівно. Ця розповідь по суті підтверджується венеційським істориком XV століття Занкаруоло, який надає деякі додаткові деталі з нині зниклих венеційських архівів або усних переказів. Дукас також надає короткий і дещо розбіжний опис, який очевидно, випливає з чуток і усних переказів. Тогочасний візантійські історики Сфранцес і Лаонікос Халкоконділ також надають короткі звіти, підкреслюючи небажання венеційців втягуватися в бій.
Згідно з листом Лоредана, його флот — чотири галери з Венеції, чотири з Кандії та по одній з Негропонте та Наполі-ді-Романья — затримався через несприятливі вітри і досяг Тенедоса 24 травня, а 27 травня увійшов в Дарданелли і прибув до Галліполі. Лоредан повідомляє, що венеційці подбали про те, щоб уникнути демонстрації будь-яких ворожих намірів, уникаючи будь-яких приготувань до битви, наприклад, виставлення щитів-павез вздовж бортів кораблів. Османи, які зібрали на березі значні сили піхоти та 200 кавалеристів, почали обстрілювати венеційський флот стрілами. Лоредан відвів свої кораблі, щоб уникнути жертв, але приплив штовхав венеційські кораблі ближче до берега. Лоредан намагався подати сигнал османам, що вони не мають ворожих намірів, але останні продовжували обстрілювати венеційців отруєними стрілами. Нарешті Лоредан наказав зробити кілька гарматних пострілів, внаслідок чого було вбито кілька османських солдатів, а решта була змушена відійти від берега до якірної стоянки їхнього флоту.
На світанку наступного дня (28 травня) Лоредан відправив дві галери з прапором Святого Марка до входу в порт Галіполі для початку переговорів. У відповідь турки направили на них 32 кораблі. Лоредан відвів свої дві галери і почав відступати, стріляючи по турецьких кораблях, щоб виманити їх з Галіполі. Оскільки османські кораблі на веслах не встигали за венеційцями, вони підняли вітрила. Венеційська галера з Неаполі-ді-Румунії затрималась під час маневру і потрапила під загрозу захоплення османськими кораблями, тому Лоредан також наказав своїм кораблям підняти вітрила. Після того, як вони були готові до бою, Лоредан наказав своїм десяти галерам опустити вітрила, розвернутися і вступити в бій з османським флотом. Однак у цей момент раптово піднявся східний вітер, і османи вирішили припинити переслідування й повернутись до Галіполі. Лоредан, у свою чергу, намагався наздогнати османів, стріляв по них із гармат і арбалетів і кидав гаки на турецькі кораблі, але сприятливі вітер і течія дозволили османам швидко відступити за укріплення Галіполі, де вони стали на якір у бойовому порядку, носами у напрямку до відкритого моря. За словами Лоредана, маневри тривали до 22 години.
Відтак Лоредан відправив гінця до командира османського флоту, щоб поскаржитися на атаку, наполягаючи на тому, що його наміри були мирними, і що його єдиною метою було доставити двох послів до султана. Османський полководець відповів, що він не знав про це і що його флот мав відплисти до Дунаю, щоб запобігти Мустафі Челебі, брату Мехмеда і претенденту на престол, потрапити з Валахії в Османську Румелію. Османський командир повідомив Лоредана, що він і його екіпаж можуть без страху вийти на берег та забезпечити себе провізією, і що члени посольства будуть доставлені з відповідними почестями та безпекою до місця призначення. Лоредан послав нотаріуса Томаса з перекладачем до османського полководця та капітана гарнізону Галліполі, щоб висловити свій жаль через непорозуміння, а також оцінити кількість, спорядження та розташування османських галер. Османські сановники запевнили Томаса у своїй добрій волі та запропонували забезпечити озброєний супровід послів, щоб доставити їх до двору султана Мехмеда.
Після того, як посланець повернувся, венеційський флот відійшов і проти східного вітру з труднощами перейшов у сусідню бухту для ночівлі. Протягом ночі відбулася військова нарада на чолі з Морозіні, яку сам Санудо пропустив. Провведітор Веньє і Кандієць сопракоміто Альбано Капелло закликали скористатися можливістю для нападу, оскільки османський флот був дезорганізований, а його екіпажі в основному складалися з християнських рабів, які, ймовірно, скористаються можливістю втекти. Лоредан та інші сопракоміти вагалися і не бажали йти проти інструкцій венеційського уряду та атакувати ворожий флот, захищений потужною фортецею та наявними поблизу підкріпленнями. Протягом тієї ж ночі османські кораблі знялися з якорів і вишикувалися в бойовій лінії проти венеційців, але не зробили жодних ворожих рухів. Проте в самому Галіполі та навколо нього спостерігались численні переміщення військ з посадкою солдат на кораблі. Як коментує військово-морський історик Камілло Манфроні, це «можливо, було запобіжним заходом і наглядом, щоб під покровом ночі венеційці не переправляли ополченців Мустафи, але водночас це виглядало як провокація». Лоредану вдалося відвести свої кораблі приблизно на півмилі від турків, але він також змінив свої накази своєму флоту, наказавши усім бути готовим до бою в будь-який момент.
Наступного дня, згідно з повідомленнями, якими обмінялися напередодні, Лоредан повів свої кораблі до Галліполі, щоб поповнити запаси води, залишивши три галери — брата, Дандоло та Капелло з Кандії — як резерв у своєму тилу. Щойно венеційці підійшли до міста, османський флот поплив їм назустріч, і одна з їхніх галер підійшла і здійснила кілька гарматних пострілів по венеційських суднах. Згідно з розповіддю Дукаса, венеційці почали переслідували торгове судно з Лесбосу, яке йшло з Константинополя, вважаючи його османським. Османи також вирішили, що це торгове судно є турецьким і одна з їхніх галер рушила на захист судна, що втягнуло в бій обидва флоти.
Галера з Неаполя-ді-Романья, яка йшла ліворуч від Лоредана, знову виявляла ознаки безладу, тому Лоредан наказав перемістити її вправо, подалі від османських кораблів. Лоредан наказав своїм галерам відійти на деякий час, щоб витягнути османів подалі від Галіполі розвернутись спиною до сонця. І Занкаруоло, і Чалкоконділес повідомляють, що галера з Неаполя розпочала битву, опинившись попереду усього венеційського флоту — за словами Чалкоконділеса її капітан Джироламо Мінотто неправильно інтерпретував сигнали Лоредана залишатися позаду — і атакувала османський флагман, після чого Лоредан з рештою венеційського флоту приєднались до битви. Сам Лоредан описує напад свого власного корабля на османську флагманську галеру. Її екіпаж чинив рішучий опір, і інші османські галери підійшли з корми до лівого борту корабля Лоредана, обстрілюючи його залпами стріл. Сам Лоредан був поранений стрілою під оком і носом, а також іншою, що пройшла через його ліву руку, а також іншими стрілами, які вразили його з меншим ефектом. Тим не менш, османська галера була захоплена після того, як більшість її екіпажу була вбита, і Лоредан, залишивши кількох людей зі свого екіпажу, щоб охороняти її, обернувся проти османського галеота, яки він також захопив. Знову залишивши на ньому кілька своїх людей і свій прапор, він повернувся до інших османських кораблів. Бій тривав від світанку до другої години. І венеційські, і візантійські джерела погоджуються, що багато екіпажів османських галер просто стрибнули в море і покинули свої кораблі, і що османи відступили, коли битва явно обернулася проти них.
Венеційці завдали поразки османському флоту, вбивши його командира Чалі-бея («Чаласі-бег Зеберт») і багатьох капітанів і екіпажів, а також захопивши шість великих галер і дев'ять галеотів, згідно з розповіддю Лоредана. Дукас стверджує, що венеційці захопили загалом 27 суден, тоді як сучасний єгипетський літописець Макрізі скоротив їх число до дванадцяти. Лоредан дає детальну розбивку кораблів, захоплених його людьми: його власний корабель захопив галеру і галеот з 20 рядами весел; галера Контаріні захопила галеру; галера Джорджіо Лоредана захопила два галеоти з 22 рядами весел і два галеоти з 20 рядами; галера Гримані з Негропонте захопила галеру; галера Джакопо Барбаріні захопила галелт з 23 рядами і ще один з 19; те саме для зробила галера Капелло; галера Джироламо Мінотто з Неаполі захопила османську флагманську галеру, яку перед цим переслідувала галера Капелло; галери Веньєрі і Барбаріго з Кандії захопили галеру. Втрати венеційців були невеликими, дванадцять загиблих, які переважно потонули і 340 поранених, більшість із них легко. Лоредан повідомив, що взяв у полон 1100 полонених, тоді як Макрізі оцінює загальну кількість загиблих османів у 4000 чоловік.
Відтак венеційський флот підійшов до Галліполі і обстріляв порт, на що османи, які ховались за стінами не відповідали. Тоді венеційці відступили приблизно за милю від Галліполі, щоб відновити сили та надати допомогу пораненим. Серед полонених османських екіпажів було виявлено багато християн — генуезців, каталонців, критян, провансальців і сицилійців — усіх було страчено через повішення на реях, а якийсь Джорджо Калергі, який брав участь у повстанні проти Венеції, був четвертований на палубі флагмана Лоредана. Багато християнських рабів на галерах також загинули в бою. Дукас розповідає, що ці події трапились пізніше, у Тенедосі, де було страчено турецьких полонених, а в'язні-християни були розділені на тих, кого примушували служити як раби на галерах і тих, хто служив османам як найманці. Перші були звільнені, тоді як других було страчено посадженням на кіл. Після спалення п'яти галеотів на очах у Галліполі, Лоредан приготувався зі своїми кораблями відійти до Тенедосу, щоб поповнити запаси води, відремонтувати свої кораблі, доглядати за пораненими та розробити нові плани. Венеційський полководець надіслав нового листа османському полководцю в місті, в якому скаржився на порушення домовленостей та пояснив, що він повернеться з Тенедосу, щоб виконати свою місію супроводження послів, але османський командир не відповів на це послання.

## Мирна угода
Один із османських капітанів, які потрапили в полон, також написав листа до Мехмеда III, в якому говорилося, що венеційці зазнали безпричинного нападу. Він також повідомив Лоредана, що залишки османського флоту не становлять ніякої загрози для венеційців: одна галера, кілька галеотів і менші судна були придатними до мореплавства, тоді як решта галер в Галліполі були виведені з ладу. На Тенедосі Лоредан провів військову нараду, де була висловлена пропозиція повернутися до Негропонте за провіантом, вивантажити поранених і продати три галери, щоб отримати грошову винагороду для розподілу між екіпажами. Лоредан не погодився, вважаючи, що вони повинні продовжувати тиск на турків, і вирішив повернутися до Галліполі, щоб домагатися проходу послів до двору султана. Він відіслав важкопоранених на кораблі свого брата до Негропонте і спалив три захоплені галери, оскільки вони були занадто важким тягарем — у своєму листі до Синьорії він висловив надію, що його люди все ж отримають винагороду. Його корабельні майстри оцінили вартість знищених османських галер у 600 золотих дукатів.
Між 24 і 26 липня 1416 року Дольфіно Веньє вдалося досягти першої угоди з султаном, включаючи не одностороннє, а взаємне повернення полонених. Однак ці домовленості перевищили його повноваження і були погано сприйняті у Венеції, оскільки османські морські полонені представляли цінність як потенційні галерні раби і їхнє звільнення зміцнило б османський флот. Отже, після повернення до Венеції 31 жовтня, Веньє опинився під судом, хоча його врешті виправдали. 24 лютого 1417 року посланець султана, «гран-барон» на ім'я «Чаміці» (ймовірно, Хамза) прибув до Венеції і зажадав звільнення османських полонених, тим більше, що султан уже звільнив 200 з тих, що були взяті в полон в Негропонте. На це венеційці, які вважали домовленості Веньє недійсними, заперечили, що османи звільнили лише старих і немічних, а решту продали у рабство, і що не можна порівнювати людей, захоплених під час незаконного рейду, з полоненими, взятими «на справедливій війні».
За словами Дукаса, тієї ж весни Лоредан знову повів свій флот у Дарданелли і спробував захопити фортецю, яку побудував брат Мехмеда, Сулейман Челебі, у Лампсакосі на анатолійській стороні протоки (так звана «Емір Сулейман Буркозі»). Хоча вони завдали значної шкоди форту своїми обстрілами, венеційцям не вдалося висадитися через присутність Хамзи-бея, брата великого візира Баязида-паші, на чолі армії з 10 000 чоловік. В результаті венеційці залишили форт напівзруйнованим і відпливли до Константинополя, але після них Хамза-бей зруйнував форт, побоюючись, що венеційці в майбутньому можуть його захопити і використати на свою користь.
У травні 1417 року венеційці доручили Джованні Дієдо, своєму байло в Константинополі, домагатися мирної угоди з султаном, але протягом наступних двох років Дієдо не зміг нічого досягти, частково через обмеження, накладені на його переміщення — він не мав відійти від берега вглиб країни не більше ніж на чотири дні — і частково через позицію самого султана, яка, як очікувалось буде негативною щодо пропозицій Венеції. Свобода проходу через Дарданелли та звільнення від будь-яких мит і зборів за цей прохід були одними з головних вимог венеційців.
Конфлікт остаточно завершився в листопаді 1419 року, коли між Мехмеда III і новим венеційським байло у Константинополі Бертуччо Дієдо було підписано мирний договір, за яким османи поіменно визнали заморські володіння Венеції та погодилися на обмін полоненими — тими, що були захоплені османами на Евбеї та венеційцями в Галіполі.

## Наслідки
Перемога під Галліполі забезпечила венеційцям морську перевагу в Егейському морі та у східному Середземномор'ї на наступні десятиліття, але також стала приводом до їх надмірної самовпевненості, оскільки, за словами історика Сета Паррі, «здавалося б, легке знищення османського флоту утвердило венеційців у їхній вірі, що вони значно перевершували турків у морській війні». Проте під час тривалої облоги Салонік (1422—1430) і наступних конфліктів XV століття «венеційці з неприємністю дізналися, що морська перевага сама по собі не може гарантувати вічне панівне становище у Східному Середземномор'ї».